# أبو بكر الوشاء
الشيخ المحدث احمد بن محمد بن عبد العزيز بن الجعد ابو بكر الوشاء (؟ -913) هو شيخ محدث، سمع من محمد بن بكار ابن الريان، وعبد الأعلى بن حماد، وسويد بن سعيد، وروى عنه الموطأ، وكذلك سمع من أبا معمر الهذلي، وأبا بكر ابن أبي شيبة، ومحمد بن حميد الرازي، وهارون بن عبد الله البزار.
وروى عنه: محمد بن مخلد، وأبو بكر الشافعي، وأبو علي ابن الصواف، وأبو الحسين القنطبيطي، وقال حمزة بن يوسف: سألت الدارقطني عن أحمد بن محمد ابن الجعد. فقال ليس به بأس.

## وفاته
توفي عام 301هـ/913م.
قال عيسى بن حامد القاضي: مات أبو بكر أحمد بن محمد بن عبد العزيز بن الجعد يوم السبت الثاني من شعبان سنة إحدى وثلاث مائة، ودفن في مقابر الخيزران.